# 33. letalska baza (Poljska)
Koordinati:   52°22′53″N, 17°51′04″E
33. letalska baza (poljsko 33. Baza Lotnicza) je ena izmed letalskih baz Poljskega vojnega letalstva.
Nahaja se blizu Powidza.